# Sarah Moraa
Sarah Moraa (26 ottobre 2006) è una mezzofondista keniana, ha vinto la medaglia d'oro ai campionati africani 2024 negli 800 metri piani.

## Biografia
Sarah è la sorella minore della campionessa olimpica Mary Moraa

## Progressione

### 800 metri piani
| Stagione | Misura  | Luogo   | Data      | Rank. Mond. |
| -------- | ------- | ------- | --------- | ----------- |
| 2024     | 1'59"39 | Nairobi | 15-6-2024 |             |
| 2023     | 2'11"11 | Nairobi | 23-6-2023 |             |

## Palmarès
| Anno | Manifestazione      | Sede   | Evento      | Risultato | Prestazione | Note |
| ---- | ------------------- | ------ | ----------- | --------- | ----------- | ---- |
| 2024 | Campionati africani | Douala | 800 m piani | Oro       | 2'00"27     |      |
| 2024 | Mondiali U20        | Lima   | 800 m piani | Oro       | 2'00"36     |      |